# Basketball-Asienmeisterschaft 2017
Die Basketball-Asienmeisterschaft 2017 (offiziell: FIBA Asia Championship 2017) war die 29. Auflage dieses Turniers und fand vom 8. bis 20. August 2017 in der libanesischen Hauptstadt Beirut statt.
Sie wurde von der FIBA Asien, dem Asiatischen Basketballverband, organisiert.

## Teilnehmer
Insgesamt nahmen 16 Mannschaften an der Asienmeisterschaft 2017 teil, die sich auf unterschiedliche Weise für das Turnier qualifiziert hatten.
- Gastgeber:
  -  Libanon

Sieger der regionalen Qualifikationen:
- Zentralasien:
  -  Kasachstan

- Ostasien:
  -  Volksrepublik China
  -  Hongkong
  -  Japan
  -  Südkorea
  -  Taiwan

- Golfregion:
  -  Katar

- Westasien:
  -  Iran
  -  Irak
  -  Jordanien
  -  Syrien

- Südostasien:
  -  Philippinen

- Südasien:
  -  Indien

- Ozeanien (Wildcards):
  -  Australien
  -  Neuseeland

## Modus
Beim Turnier wurde eine Vorrunde in vier Gruppen zu je vier Mannschaften als Rundenturnier ausgetragen.
Zu Beginn der K.-o.-Runden gab es eine Playoffrunde für die Zweit- und Drittplatzierten der Gruppenphase, deren Gewinner sich wie die Gruppensieger für das Viertelfinale qualifizierten.

## Vorrunde
Die Spiele der Vorrunde fanden zwischen dem 8. und dem 13. August 2017 statt.

### Gruppe A
| Nation       | Sp | S | N | P+  | P-  |       | Iran  | Jordanien | Syrien | Indien |
| ------------ | -- | - | - | --- | --- | ----- | ----- | --------- | ------ | ------ |
| 1. Iran      | 3  | 3 | 0 | 271 | 188 | *     | 83:71 | —         | 101:54 |        |
| 2. Jordanien | 3  | 2 | 1 | 200 | 203 | —     | *     | 68:66     | —      |        |
| 3. Syrien    | 3  | 1 | 2 | 216 | 233 | 63:87 | —     | *         | 87:78  |        |
| 4. Indien    | 3  | 0 | 3 | 186 | 249 | —     | 54:61 | —         | *      |        |

### Gruppe B
| Nation         | Sp | S | N | P+  | P-  |       | Philippinen | China Volksrepublik | Irak  | Katar |
| -------------- | -- | - | - | --- | --- | ----- | ----------- | ------------------- | ----- | ----- |
| 1. Philippinen | 3  | 3 | 0 | 260 | 229 | *     | —           | 84:68               | 80:74 |       |
| 2. China       | 3  | 2 | 1 | 240 | 223 | 87:96 | *           | —                   | —     |       |
| 3. Irak        | 3  | 1 | 2 | 203 | 211 | —     | 60:61       | *                   | 75:66 |       |
| 4. Katar       | 3  | 0 | 3 | 207 | 247 | —     | 67:92       | —                   | *     |       |

### Gruppe C
| Nation        | Sp | S | N | P+  | P-  |       | Neuseeland | Libanon | Korea Sud | Kasachstan |
| ------------- | -- | - | - | --- | --- | ----- | ---------- | ------- | --------- | ---------- |
| 1. Neuseeland | 3  | 2 | 1 | 231 | 207 | *     | 86:82      | —       | —         |            |
| 2. Libanon    | 3  | 2 | 1 | 250 | 226 | —     | *          | 72:66   | —         |            |
| 3. Südkorea   | 3  | 2 | 1 | 258 | 202 | 76:75 | —          | *       | 116:65    |            |
| 4. Kasachstan | 3  | 0 | 3 | 178 | 282 | 49:70 | 74:96      | —       | *         |            |

### Gruppe D
| Nation        | Sp | S | N | P+  | P-  |       | Australien | Japan | Chinesisch Taipeh | Hongkong |
| ------------- | -- | - | - | --- | --- | ----- | ---------- | ----- | ----------------- | -------- |
| 1. Australien | 3  | 3 | 0 | 273 | 166 | *     | —          | —     | 99:58             |          |
| 2. Japan      | 3  | 2 | 1 | 247 | 192 | 68:84 | *          | —     | 92:59             |          |
| 3. Taiwan     | 3  | 1 | 2 | 176 | 239 | 50:90 | —          | *     | —                 |          |
| 4. Hong Kong  | 3  | 0 | 3 | 179 | 268 | —     | 49:87      | 62:77 | *                 |          |

## Finalrunde
Die Spiele der Finalrunde fanden zwischen dem 14. August und 20. September 2017 statt.

### Playoffs
|           | Ergebnis |          |
| --------- | -------- | -------- |
| Libanon   | 90:77    | Taiwan   |
| Japan     | 68:81    | Südkorea |
| Jordanien | 84:70    | Irak     |
| China     | 81:79    | Syrien   |

### Viertelfinale, Halbfinale, Finale
| Viertelfinale 16./17. September | Viertelfinale 16./17. September | Viertelfinale 16./17. September |    |            | Halbfinale 19. September | Halbfinale 19. September | Halbfinale 19. September |                  |                  | Finale 20. September | Finale 20. September | Finale 20. September |
|                                 |                                 |                                 |    |            |                          |                          |                          |                  |                  |                      |                      |                      |
| A1                              | Iran                            | 80                              |    |            |                          |                          |                          |                  |                  |                      |                      |                      |
| C2                              | Libanon                         | 70                              |    |            |                          |                          |                          |                  |                  |                      |                      |                      |
|                                 |                                 |                                 | A1 | Iran       | 87                       |                          |                          |                  |                  |                      |                      |                      |
|                                 |                                 |                                 |    | C3         | Südkorea                 | 81                       |                          |                  |                  |                      |                      |                      |
| B1                              | Philippinen                     | 86                              |    |            |                          |                          |                          |                  |                  |                      |                      |                      |
| C3                              | Südkorea                        | 118                             |    |            |                          |                          | Endspiel                 | Endspiel         | Endspiel         |                      |                      |                      |
|                                 |                                 |                                 | A1 | Iran       | 56                       |                          |                          |                  |                  |                      |                      |                      |
|                                 |                                 |                                 |    | D1         | Australien               | 79                       |                          |                  |                  |                      |                      |                      |
| C1                              | Neuseeland                      | 98                              |    |            |                          |                          |                          |                  |                  |                      |                      |                      |
| A2                              | Jordanien                       | 70                              |    |            |                          |                          |                          |                  |                  |                      |                      |                      |
|                                 |                                 |                                 | C1 | Neuseeland | 79                       |                          |                          |                  |                  |                      |                      |                      |
|                                 |                                 |                                 |    | D1         | Australien               | 106                      |                          | Spiel um Platz 3 | Spiel um Platz 3 | Spiel um Platz 3     |                      |                      |
| D1                              | Australien                      | 97                              |    |            |                          | C3                       | Südkorea                 | 80               |                  |                      |                      |                      |
| B2                              | China                           | 71                              |    |            |                          |                          | C1                       | Neuseeland       | 71               |                      |                      |                      |
|                                 |                                 |                                 |    |            |                          |                          |                          |                  |                  |                      |                      |                      |

## Endstände
| Rang | Team                | Siege:Niederl. |
| ---- | ------------------- | -------------- |
| 1    | Australien          | 6:0            |
| 2    | Iran                | 5:1            |
| 3    | Südkorea            | 5:2            |
| 4    | Neuseeland          | 3:3            |
| 5    | Volksrepublik China | 5:2            |
| 6    | Libanon             | 4:3            |
| 7    | Philippinen         | 4:2            |
| 8    | Jordanien           | 3:4            |
| 9    | Japan               | 2:2            |
| 10   | Syrien              | 1:3            |
| 11   | Irak                | 1:3            |
| 12   | Taiwan              | 1:3            |
| 13   | Katar               | 0:3            |
| 14   | Indien              | 0:3            |
| 15   | Hongkong            | 0:3            |
| 16   | Kasachstan          | 0:3            |